# Завітненська сільська рада (Ленінський район)
Заві́тненська сільська́ ра́да — адміністративно-територіальна одиниця та орган місцевого самоврядування в Ленінському районі Автономної Республіки Крим. Адміністративний центр — село Завітне.

## Загальні відомості
- Населення ради: 1 853 особи (станом на 2001 рік)

## Населені пункти
Сільській раді були підпорядковані населені пункти:
- с. Завітне
- с. Костиріне
- с. Набережне
- с. Яковенкове

## Склад ради
Рада складалася з 16 депутатів та голови.
- Голова ради: Кривонос Микола Васильович

### Керівний склад попередніх скликань
| Прізвище, ім'я, по батькові | Основні відомості                                                         | Дата обрання | Дата звільнення |
| --------------------------- | ------------------------------------------------------------------------- | ------------ | --------------- |
| Кровонос Микола Васильович  | Сільський голова, 1957 року народження, член Партії регіонів              | 26.03.2006   | 31.10.2010      |
| Кривонос Микола Васильович  | Сільський голова, 1957 року народження, освіта вища, член Партії регіонів | 31.10.2010   |                 |

Примітка: таблиця складена за даними сайту Верховної Ради України

### Депутати
За результатами місцевих виборів 2010 року депутатами ради стали:

#### За суб'єктами висування
| Суб'єкт висування | Кількість обраних депутатів | %    |
| ----------------- | --------------------------- | ---- |
| Партія регіонів   | 15                          | 93,8 |
| Самовисування     | 1                           | 6,3  |

#### За округами
| № округу        | Прізвище, ім'я, по батькові    | Дата визнання обраним | Освіта             | Партійна приналежність | Відомості про обраного депутата                |
| --------------- | ------------------------------ | --------------------- | ------------------ | ---------------------- | ---------------------------------------------- |
| Партія регіонів |                                |                       |                    |                        |                                                |
| 1               | Вуколова Наталія Вячеславівна  | 05.11.2010            | середня спеціальна | член Партії регіонів   | приватний підприємець                          |
| 2               | Нікітіна Світлана Вячеславівна | 05.11.2010            | середня спеціальна | член Партії регіонів   | приватний підприємець                          |
| 3               | Борисов Костянтин Єгорович     | 05.11.2010            | вища               | член Партії регіонів   | Завітненська загальноосвітня школа, вчитель    |
| 4               | Пушка Тетяна Іванівна          | 05.11.2010            | вища               | член Партії регіонів   | Завітненська загальноосвітня школа, вчитель    |
| 5               | Марченко Зуборзят Вазихівна    | 05.11.2010            | середня спеціальна | член Партії регіонів   | приватний підприємець                          |
| 7               | Літвінова Надія Василівна      | 05.11.2010            | середня спеціальна | член Партії регіонів   | приватний підприємець                          |
| 8               | Кабак Анатолій Іванович        | 05.11.2010            | вища               | член Партії регіонів   | Керченська організація полювальників, єгерь    |
| 9               | Бєльцева Надія Анатоліївна     | 05.11.2010            | середня спеціальна | член Партії регіонів   | «Ощадбанк», оператор                           |
| 10              | Костогриз Олена Арсенівна      | 05.11.2010            | вища               | член Партії регіонів   | Завітненська сільська рада, головний бухгалтер |
| 11              | Куркін Дмитро Миколайович      | 05.11.2010            | середня            | член Партії регіонів   | Завітненська сільська рада, водій              |
| 12              | Фадєєв Олександр Сергійович    | 05.11.2010            | вища               | член Партії регіонів   | 2 КРПБ, головний лікар                         |
| 13              | Жук Марина Валентинівна        | 05.11.2010            | середня спеціальна | член Партії регіонів   | 2КРПБ, секретар                                |
| 14              | Гординська Ірина Вікторівна    | 05.11.2010            | вища               | член Партії регіонів   | Завітненська сільська рада, секретар           |
| 15              | Шматко Вячеслав Миколайович    | 05.11.2010            | вища               | член Партії регіонів   | аеропорт, оператор                             |
| 16              | Шевченко Володимир Григорович  | 05.11.2010            | середня спеціальна | член Партії регіонів   | пенсіонер                                      |
| Самовисування   |                                |                       |                    |                        |                                                |
| 6               | Суренян Марина Миколаївна      | 11.01.2011            | середня спеціальна | член Партії регіонів   | КРУ «ПЛ № 2», молодша медична сестра           |